# San Antonio de Funes
San Antonio de Funes är en ort i Mexiko.   Den ligger i kommunen San Francisco del Rincón och delstaten Guanajuato, i den centrala delen av landet, 300 km nordväst om huvudstaden Mexico City. San Antonio de Funes ligger 1 791 meter över havet och antalet invånare är 132.
Terrängen runt San Antonio de Funes är platt åt nordost, men åt sydväst är den kuperad. Runt San Antonio de Funes är det ganska tätbefolkat, med 124 invånare per kvadratkilometer. Närmaste större samhälle är San Roque, 17,9 km nordväst om San Antonio de Funes. I omgivningarna runt San Antonio de Funes växer huvudsakligen savannskog.